# Convincing-Ground-Massaker
Beim Convincing-Ground-Massaker in Australien töteten Walfänger 1833 oder 1834 bei einem Streit über einen gestrandeten Wal bis zu 200 Aborigines.
Der Convincing Ground liegt in Portland Bay in Victoria südwestlich von Melbourne, nahe der Küstenstadt im Shire of Glenelg und ist als Victorian Heritage aufgeführt. Professor Lynette Russell von den Australian Indigenous Studies an der Monash University sagte: „Das Convincing-Ground-Massaker ist wahrscheinlich das erste dokumentierte Massaker in Victoria [in Westaustralien].“

## Das Massaker
Als Portland in Victoria 1829 als Walfangstation errichtet wurde, gab es Spannungen zwischen den ansässigen Aborigines vom Clan der Kilcarer Gundidj aus dem Stamm der Gunditjmara und den Walfängern. 
Der Streit scheint über das Eigentumsrecht an einem gestrandeten Wal entstanden zu sein. Während die Berichte über die Zahl der Opfer uneinheitlich sind, scheint es gesichert, dass die Gunditjmara entschlossen waren, ihr Recht an dem Wal als traditionelle Nahrungsquelle durchzusetzen, und aggressiv wurden, als Walfänger sie herausforderten.
Edward Henty und einem Gespräch zwischen Polizei Magistrat James Blair mit George Augustus Robinson, dem Protektor der Aborigines von 1841, zufolge, hatten Walfänger sich nur in ihre Hütten zurückgezogen, um mit Schusswaffen zurückzukehren. Robinson schreibt in seinem Tagebuch, wie die Walfänger auf die Aborigines losgingen, diese aber nicht flüchteten, sondern hinter Bäumen in Schutz gingen und mit Speeren und Steinen warfen. „Die Zahl der Opfer wurde in dem Gespräch nicht erwähnt.“ Spätere Berichte stammen von einem Treffen, das Robinson 1842 mit den Gunditjmara hatte, die sagten, dass nur zwei Mitglieder das Massaker überlebten. Berichte schwanken zwischen 60 und 200 getöteten Aborigines, einschließlich Frauen und Kinder.
Der Grund für die Unsicherheit über die Anzahl der Opfer und das tatsächliche Datum für das Massaker scheint daher zu kommen, dass der Vorfall erst Jahre später berichtet und dokumentiert wurde. Die erste dokumentierte Erwähnung der Örtlichkeit Convincing Ground ist ein Eintrag in Hentys Tagebuch vom 18. Oktober 1835.
Robinson besuchte die Stelle des Massakers 1841 und sprach mit den ansässigen Siedlern und gab folgenden offiziellen Report (und einen umfangreicheren in seinem Journal):
Zu den bemerkenswerten Plätzen an der Küste gehört „Convincing Ground“, vor einigen Jahren der Ort eines schweren Konfliktes zwischen Aborigines und Walfängern, bei dem viele der ersteren getötet wurden. Die Umstände waren, dass ein Wal am Land gestrandet war und die Eingeborenen, die sich am Kadaver ernährten, beanspruchten es als ihr Eigentum. Die Walfänger sagten, sie würden sie „überzeugen“ und kehrten mit Schusswaffen zurück. Am Ort ist jetzt eine Fischerei.
Robinson wurde von den Aborigines über das Massaker informiert, als er 30 Männer und Frauen von verschiedenen Clans aus dem Stamm der Gunditjmara am 23. Maerz 1842 auf Campbells Farm am Merri River traf, demnach waren alle außer zwei Mitgliedern des Kilcarer Gundidj Clans beim Massaker getötet worden. Die zwei Überlebenden, Pollikeunnuc und Yarereryarerer, wurden vom Cart Gundidj Clan vom Mount Clay aufgenommen. Die Cart Gundidj erlaubten keinem ihrer Mitglieder nach dem Massaker, sich der Siedlung von Portland zu nähern, allerdings wurde im Mai 1842 der Widerstandsführer der Cart Gundidj, Partpoaermin, am Convincing Ground nach einer gewaltsamen Auseinandersetzung festgenommen.
Der Historiker Richard Broome schätzte, dass etwa 60 beim Convincing-Ground-Massaker getötet wurden. Bruce Pascoe sagte in seinem 2007 publizierten Buch Convincing Ground - Learning to Fall in love with your country: „Das Schlachtfeld wurde bekannt als Convincing Ground, der Ort, an dem die Gundidjmara vom Recht der Weißen am Land ‚überzeugt‘ wurden. Die Gundidjmara sind geschlagen worden, aber nie von der Rechtmäßigkeit überzeugt worden.“

### Ursprung des Namens ‚Convincing Ground‘
Es gab auch eine Debatte über den Ursprung des Namens Convincing Ground, mit drei verschiedenen Quellen, die auf Europäern basieren: 
- Edward Henty und Police Magistrat Bericht über eine gewaltsame Auseinandersetzung, bei der Weiße die Aborigines von ihren Rechten am Land und Ressourcen „überzeugen“ (convince) wollten.
- Dass es sich um einen Platz handelte, bei dem Walfänger Streitigkeiten unter ihnen selbst schlichteten.
- Eine populäre Beschreibung besagt, dass die Stelle vom Entdecker Thomas Mitchell so benannt wurde, als er im August 1836 dort war.[7]

Hentys Tagebucheintrag mit Bezug auf Convincing Ground ist von Oktober 1835 und geht Mitchells Besuch voraus, so dass dessen Erklärung unwahrscheinlich ist. Clark glaubt, dass die Version mit Henty and Blair, wie sie von Robinson beschrieben wurde, die wahrscheinlichste Quelle ist. Eine vierte Quelle – die mündliche Überlieferung von Berichten Gunditjmaran – besagt, dass das Massaker stattfand, um den Clan vom Recht der Weißen am Land zu überzeugen.
Professor Clark sagte in der ABC-Dokumentation von 2007: „Wenn wir die Geschichte, die mit Convincing Ground einhergeht, abstreiten, dann bestreiten wir die Geschichte der Aborigines. Und wenn wir ihre Geschichte bestreiten, dann bestreiten wir einen großen Teil der Geschichte Australiens.“

## Heutige Kontroversen
Einige Historiker, wie Keith Windschuttle und Michael Connor, bezweifeln, dass ein Massaker überhaupt stattfand, und beschuldigen die Aborigines der „Übertreibung, um des politischen Blutdurstes willen“. Sie behaupten, dass die Geschichte des Massakers „Mythenbildung“ und sehr „dubios“ sei. Michael Connor zufolge lieferte der Historiker Damien Cash die folgende abweichende Meinung in der Dokumentation, die in einer Anhörung eines Drei-Personen-Komitees des Victorian Heritage Council berücksichtigt wurde: 
„Die Behauptung, es habe ein Massaker stattgefunden, ist zu einer Fallstudie über den Missbrauch von historischen Beweisen geworden, die mit einer Serie von Fehlern von Robinson 1841–42 begannen und dann sich weiterverbreiteten durch eine Serie von unbegründeten Schlussfolgerungen von Historikern und Beratern.“

## Walfangstation und Denkmalschutz
Die Walfangstation, die Convincing Ground genannt wird, war eine der ersten Walfangstationen in Victoria überhaupt. Das Gebiet der Landstation wurde im Jahr 2006 in die Denkmalschutzliste des Bundesstaates Victoria eingetragen. In der Begründung zur Schutzbedürftigkeit hebt die australische Denkmalschutzbehörde hervor, dass diese Stätte besondere Bedeutung hat, weil es sich um den ersten Bericht über ein Massaker an den Aborigines in Victoria überhaupt handeln könnte, dessen Spuren es auf diesem Gebiet zu sichern gilt.